# Groot-Brittannië op de Olympische Winterspelen 1964
Tijdens de Olympische Winterspelen van 1964, die in Innsbruck (Oostenrijk) werden gehouden, nam Groot-Brittannië voor de negende keer deel.
Een week voor de start van de Spelen kwam tijdens een training op de olympische rodelbaan de Engelsman Kazimierz Skyszpeski om het leven.

## Medailleoverzicht
| Sport     | Olympiër                 | Discipline    | Medaille |
| --------- | ------------------------ | ------------- | -------- |
| Bobsleeën | Anthony Nash Robin Dixon | 2-mansbob (m) | Goud     |

## Deelnemers en resultaten

### Alpineskiën
| Olympiër                 | Discipline       | Resultaat | Prestatie                           |
| ------------------------ | ---------------- | --------- | ----------------------------------- |
| Piers de Westenholz      | reuzenslalom (m) | 59e       | 2.17,10 (+30,39)                    |
| Piers de Westenholz      | slalom (m)       | dnq       | niet geplaatst voor finalewedstrijd |
| Charles de Westenholz    | afdaling (m)     | 50e       | 2.36,12 (+17,96)                    |
| Charles de Westenholz    | reuzenslalom (m) | dnf       | opgave                              |
| Charles de Westenholz    | slalom (m)       | dnq       | niet geplaatst voor finalewedstrijd |
| Charles Palmer-Tomkinson | afdaling (m)     | 56e       | 2.39,97 (+21,81)                    |
| Charles Palmer-Tomkinson | reuzenslalom (m) | dq        | diskwalificatie                     |
| John Rigby               | afdaling (m)     | 44e       | 2.34,32 (+16,16)                    |
| John Rigby               | reuzenslalom (m) | 42e       | 2.07,92 (+21,21)                    |
| John Rigby               | slalom (m)       | dnq       | niet geplaatst voor finalewedstrijd |
| Jonathan Taylor          | afdaling (m)     | dnf       | opgave                              |
| Jonathan Taylor          | slalom (m)       | dnq       | niet geplaatst voor finalewedstrijd |
|                          |                  |           |                                     |
| Anna Asheshov            | afdaling (v)     | 38e       | 2.05,41 (+10,02)                    |
| Wendy Farrington         | reuzenslalom (v) | dq        | diskwalificatie                     |
| Divina Galica            | afdaling (v)     | 30e       | 2.04,10 (+8,71)                     |
| Divina Galica            | reuzenslalom (v) | 23e       | 2.00,79 (+8,55)                     |
| Divina Galica            | slalom (v)       | dq-2      | diskwalificatie run 2               |
| Jane Gissing             | reuzenslalom (v) | 24e       | 2.01,66 (+9,42)                     |
| Jane Gissing             | slalom (v)       | 17e       | 1.44,18 (+14,32) 49,70+54,48        |
| Gina Hathorn             | afdaling (v)     | 16e       | 2.02,20 (+6,81)                     |
| Gina Hathorn             | reuzenslalom (v) | 27e       | 2.02,61 (+10,37)                    |
| Gina Hathorn             | slalom (v)       | dq-1      | diskwalificatie run 1               |
| Tania Heald              | afdaling (v)     | 35e       | 2.04,82 (+9,43)                     |
| Tania Heald              | slalom (v)       | 21e       | 1.48,43 (+18,57) 52,03+56,40        |

### Biatlon
| Olympiër      | Discipline | Resultaat | Prestatie                               |
| ------------- | ---------- | --------- | --------------------------------------- |
| John Dent     | 20 km (m)  | 29e       | 1:36.27,2 (+16.00,4) pen.: 3 (0-1-1-1)  |
| Alan Notley   | 20 km (m)  | 37e       | 1:46.10,3 (+25.43,5) pen.: 5 (2-2-0-1)  |
| John Moore    | 20 km (m)  | 40e       | 1:47.49,4 (+27.22,6) pen.: 10 (4-1-3-2) |
| Roderick Tuck | 20 km (m)  | 43e       | 1:51.55,5 (+31.28,7) pen.: 9 (3-3-1-2)  |

### Bobsleeën
| Olympiër                                            | Discipline                        | Resultaat | Prestatie                                               |
| --------------------------------------------------- | --------------------------------- | --------- | ------------------------------------------------------- |
| Anthony Nash Robin Dixon                            | 2-mansbob (m) Groot-Brittannië I  | Goud      | 4.21,90 (1.05,53 / 1.05,10 / 1.05,39 / 1.05,88)         |
| Bill McCowen Andrew Hedges                          | 2-mansbob (m) Groot-Brittannië II | 16e       | 4.30,67 (+8,77) (1.07,47 / 1.07,73 / 1.06,52 / 1.08,95) |
| Anthony Nash Guy Renwick David Lewis Robin Dixon    | 4-mansbob (m) Groot-Brittannië I  | 12e       | 4.19,40 (+4,94) (1.04,56 / 1.05,07 / 1.04,64 / 1.05,13) |
| Bill McCowen Robin Widdows Robin Seel Andrew Hedges | 4-mansbob (m) Groot-Brittannië II | 13e       | 4.19,43 (+4,97) (1.04,49 / 1.04,68 / 1.05,53 / 1.04,73) |

### Kunstrijden
| Olympiër              | Discipline | Resultaat | Prestatie                |
| --------------------- | ---------- | --------- | ------------------------ |
| Hywel Evans           | mannen     | 18e       | pc. 159,0; 1640,1 punten |
| Malcolm Cannon        | mannen     | 20e       | pc. 187,0; 1587,5 punten |
| Sally-Anne Stapleford | vrouwen    | 11e       | pc. 108,0; 1757,9 punten |
| Carol-Ann Warner      | vrouwen    | 16e       | pc. 162,0; 1692,9 punten |
| Diana Clifton-Peach   | vrouwen    | 18e       | pc. 152,0; 1711,7 punten |

### Langlaufen
| Olympiër                                      | Discipline            | Resultaat | Prestatie                                                    |
| --------------------------------------------- | --------------------- | --------- | ------------------------------------------------------------ |
| Frederick Andrew                              | 15 km (m)             | 69e       | 1:06.51,4 (+15.57,3)                                         |
| John Moore                                    | 15 km (m)             | 56e       | 1:00.16,6 (+9.22,5)                                          |
| Andrew Morgan                                 | 15 km (m)             | 62e       | 1:02.20,9 (+11.26,8)                                         |
| David Rees                                    | 15 km (m)             | 66e       | 1:03.06,8 (+12.12,7)                                         |
| Roderick Tuck                                 | 30 km (m)             | 55e       | 1:47.52,6 (+17.01,9)                                         |
| John Moore John Dent David Rees Roderick Tuck | 4x10 km estafette (m) | 14e       | 2:42.55,8 (+24.21,2) (39.46,0 / 41.26,5 / 41.50,7 / 39.52,6) |

### Rodelen
| Olympiër           | Discipline | Resultaat | Prestatie                                        |
| ------------------ | ---------- | --------- | ------------------------------------------------ |
| Keith Schellenberg | mannen     | 25e       | 3.54,76 (+27,99) (58,69 / 59,06 / 58,14 / 58,87) |
| Gordon Porteus     | mannen     | dq        | diskwalificatie                                  |

### Schaatsen
| Olympiër      | Discipline   | Resultaat | Prestatie         |
| ------------- | ------------ | --------- | ----------------- |
| Tony Bullen   | 1500 m (m)   | 45e       | 2.23,7 (+13,4)    |
| Tony Bullen   | 5000 m (m)   | 22e       | 8.12,4 (+34,0)    |
| Tony Bullen   | 10.000 m (m) | 28e       | 17.19,8 (+1.29,7) |
| Thomas Dawson | 500 m (m)    | 44e       | 45,2 (+5,1)       |
| Thomas Dawson | 1500 m (m)   | 49e       | 2.26,4 (+16,1)    |
| Terry Malkin  | 500 m (m)    | 27e       | 42,6 (+2,5)       |
| Terry Malkin  | 1500 m (m)   | 11e       | 2.13,3 (+3,0)     |
| Terry Malkin  | 5000 m (m)   | 16e       | 7.59,4 (+21,0)    |
| Terry Malkin  | 10.000 m (m) | 8e        | 16.35,2 (+45,1)   |

Argentinië · Australië · België · Bulgarije · Canada · Chili · Denemarken · Duits eenheidsteam · Finland · Frankrijk · Griekenland · Groot-Brittannië · Hongarije · IJsland · India · Iran · Italië · Japan · Joegoslavië · Libanon · Liechtenstein · Mongolië · Nederland ·  Noord-Korea · Noorwegen · Oostenrijk · Polen · Roemenië · Sovjet-Unie · Spanje · Tsjecho-Slowakije · Turkije · Verenigde Staten · Zuid-Korea · Zweden · Zwitserland